# Mistrzowie kaijudo
Mistrzowie kaijudo (jap. デュエルマスターズ Dyueru Masutāzu; ang. Duel Masters) – kodomo-muke-manga autorstwa Shigenobu Matsumoto, publikowana na łamach magazynu „CoroCoro Comic” w latach 1999–2005.
Na jej podstawie wyprodukowano kilkanaście serii anime, tworzonych przez kilka różnych studiów animacyjnych, m.in. Hibari, A.C.G.T., Shogakukan Music & Digital Entertainment, Ascension czy Brain’s Base. Powstało dodatkowo także kilka filmów animowanych oraz kilka spin-offów mangi.
W Polsce anime emitowane było na stacjach Cartoon Network, Polsat czy TV4.

## Bohaterowie
- Shoubu Kirifuda – główny bohater serialu. Jego marzenie to zostanie najlepszym graczem Kaijudo, tak jak jego ojciec. Shobu jest odważny, silny i prawdomówny. Gra przeważnie kartami Cywilizacji Ognia. Jego imię oznacza pojedynek a nazwisko atut.
- Shouri Kirifuda – ojciec Shobu, nauczył go grać. W celu kontynuowania treningu wyrusza w samotną podróż. Powraca w 2 serii i pomaga Shobu i jego przyjaciołom ocalić świat przed Pozakiem. Jego imię oznacza wygraną.
- Mai Kirifuda – matka Shobu i żona Shoriego.
- Rekuta Kadoka – najlepszy przyjaciel Shobu oraz jego sekundant. Nagrywa wszystkie pojedynki Shobu na laptopie. Sam nie gra zbyt dobrze. Jest za to wspaniałym przyjacielem i zawsze towarzyszy Shobu w jego przygodach.
- Sayuki Manaka – przyjaciółka Shobu. Nie gra zbyt często, ale zawsze towarzyszy Shobu.
- Mikuni (Johnny Coolburns) – pierwszy opiekun Świątyni. Pokonał Shobu, lecz przegrał z nim, gdy ten dostał drugą szansę (Mimi wysłała mu nową kartę dostępu do Świątyni)
- Mimi Tasogare – druga z czterech opiekunów Świątyni. Zostaje wysłana przez Mistrza, aby śledziła Shobu. Udaje, że nie ma pojęcia o grze. Wkrótce zaprzyjaźnia się z Shobu i opowiada mu historię Hakuoh. Gra talią Osłon Tarcz. Jej kartą atutową jest Earthstomp Giant. Zakochała się w Hakuoh
- Benny Haha (Gyujiroh Japan) – trzeci opiekun Świątyni. Jest bratem Mimi. Gra talią Wody. Podczas swoich pojedynków stosuje oszustwa i nieuczciwe zagrania. Został pokonany przez Shobu.
- Aizen – czwarty i najsilniejszy opiekun Świątyni. Najlepszy przyjaciel Hakuoh. Jest Białym Rycerzem. Tak, jak Hakuoh gra talią Światła. Zostaje pokonany przez Kokoju.
- Hakuoh – przywódca Białych Rycerzy, i drugi mistrz Świątyni. Został zwerbowany i oszukany przez Mistrza, aby zemścić się na Stworach. Uważał, że nie warto grać, jeśli wiadomo, że się przegra. Jest uważany za najlepszego gracza Kaijudo i sensei. Gra talią cywilizacji Światła. Ma piękne niebieskie włosy i bardzo chłodny charakter. Do czasu pojedynku z Shobu nie przegrał ani jednego pojedynku. Po przegranej z Shobu zrozumiał, że to, co do tej pory robił było złe i przeciwstawił się woli Mistrza nie atakując Shobu. Zaprzyjaźnił się z Shobu. Pomógł mu znów uwierzyć w siebie i ocalić Świat Stworów przed Pozakami.
- Mistrz – mistrz Świątyni. Przed laty podczas pojedynku został straszliwie okaleczony przez stwora. Od tego czasu nienawidzi pojedynków i wszystkich młodych graczy. Zwerbował do Świątyni Hakuoh i szkolił go w sztuce Kaijudo, aby ten zemścił się za niego na stworach. Wmawiał Hakuoh, że przegrani nie mają honoru i nie warto grać, jeśli wiadomo, że się przegra. Jego plany jednak nie powiodły się przez Shobu, który przywrócił Hakuoh dawną miłość do gry.
- Biali Rycerze – turniejowy orszak Hakuoh. Ich przywódcą jest Hakuoh.
- Czarni Rycerze – grupa mistrzów Kaijudo, podobna do tej, którą prowadzi Hakuoh. Jednak ich przywódcą jest Robby Rotten – odwieczny wróg Hakuoh.
- Toru Kamija – jeden z Białych Rycerzy. Jego marzeniem jest zostanie Sensei. Podczas pojedynku finałowego turnieju juniorów Świątynia każe zamienić mu swoje karty na talię Hakuoh. Jednak Toru nie wykonuje polecenia Mistrza. Jako jeden z pierwszych używa ewolucyjnych stworów. Mimo wszystko przegrywa. Gra talią Natury i Wody a jego kartą atutową jest Fighter Dual Fang.
- Wojownik – doradca Mistrza. Szkoli Shobu i przygotowuje go do pojedynku z Hakuoh, chociaż sam jest temu przeciwny. Dzięki niemu Hakuoh zaczął mieć wątpliwości co do swojego postępowania. Pomaga Shobu w walce z Pozakami.
- Kintaro Nanba – jeden z Białych Rycerzy. Był strażnikiem wejścia na „górę” Świątyni. Gra talią Natury i do czasu pojedynku z Shobu uważał, że mana jest najważniejsza w pojedynku. Jego kartą atutową jest Bolzard Dragon. Nosi niemodną fryzurę „na pazia”.
- Fritz – strażnik klucza i tajemnic Świątyni. Jest Goblinem, ale przypomina wiewiórkę i bardzo nie lubi, gdy się go tak nazywa. Uwielbia śpiewać karaoke. Każdy, kto chce wejść do Świątyni musi najpierw odpowiedzieć na trzy wymyślone przez niego pytania.
- George – jest dzieckiem, ale zachowuje się jak dorosły. Nosi kostium misia i jeździ w wózku o napędzie rakietowym. Jego opiekunem jest dr. Korzeń. Gra talią wody a jego karta atutowa to Legendary Bynor.
- Doktor Korzeń – opiekun George’a. Jest trochę zwariowany a jego włosy wyglądają jakby poraził go piorun. Lubi czyścić sobie uszy zasuszoną trzciną, ponieważ uważa, że zdrowie jest najważniejsze. Zbudował olbrzymiego myślącego robota, którym się porusza. Gra talią Stworów Ocalałych (które sam stworzył), a jego karta atutową jest Bladerush Skyterror Q.
- Kyoshiro Kokujo – „geniusz zła”. Nosi długi, skórzany płaszcz i długie włosy. Stanął po ciemnej stronie, ponieważ gdy był mały koledzy naśmiewali się z niego, że nie potrafi grać. Używa kart cywilizacji ciemności. Pomimo złej natury Kokujo często pozostaje neutralnym. Później pomaga Shobu ocalić świat Stworów przed Pozakami.
- Jamira – członek Świątyni. podczas swoich pojedynków stosuje nieczyste sztuczki. Po swojej pierwszej przegranej z Shobu Mistrz daje mu jeszcze jedną szansę, ale aby wrócić musi pokonać Shobu podczas turnieju juniorów jednak mimo oszustwa przegrywa. Gra kartami Wody, Ciemności i Natury.
- Komentatorzy – postaci epizodyczne. Komentują każdy pojedynek na każdym turnieju.
- Panna Betsy – nauczycielka głównych bohaterów serialu. Nie pozwala grać uczniom w szkole, lecz pozwala przynosić karty do klasy. Bardzo by chciała żeby dzieci jej słuchały, ale po lekcjach jest największą fanką Shobu Kirifudy. Używa talii wody i światła.
- Yumama – mroczna dziewczynka posiadająca księgę z zaklęciami, którą czyta prawie cały czas nawet, w czasie pojedynków. Ma szare włosy, fioletową, krótką sukienkę oraz oczy z szarymi tęczówkami. Później zakochuje się w Bennym HaHa, ale po niedługim czasie przenosi go do podziemi. Jednym z jej głównych czarów z księgi jest właśnie przenoszenie do podziemi oraz chodzenie po suficie.
- Bucketman – mała postać z koszem na głowie, z narysowaną uśmiechniętą twarzą. Gdy był mały, przyjaźnił się z Yumaną, i dotąd ma jej zdjęcie razem z nim. Próbuje różnych sposobów, by znów się zaprzyjaźnili, on także podrzuca Shobu swoją atutową multicywilizacyjną kartę – Soul Phoenix, Avatar of Unity.

## Zasady gry
- Gracze grają kartami ze stworami, ewolucyjnymi stworami i czarami płacąc koszt many.
- Mana jest jak pieniądze, płaci się nią za stwory i czary. Karty many umieszcza się pod tarczami, w takiej pozycji, by widzieć jedynkę na dole karty. Koszt karty to liczba w górnym lewym rogu karty, np. 1, 5, 4 itp. Kiedy wzywasz stwora/rzucasz czar to musisz zatapować tyle kart w strefie many, ile wynosi liczba w górny lewym rogu karty.
- Istnieje pewna kolejność czynności wykonywanych w każdej turze:
  1. Odtapowanie stworów i many. (w tym momencie można używać silent skili)
  2. Dobranie (draw) karty.
  3. Dołożenie karty many (można dołożyć tylko 1 kartę many na turę) – ten punkt można ominąć
  4. Wezwanie stworów i rzucenie czarów
  5. Atak (w tym momencie aktywują się umiejętności tap albity i turbo rush)
  6. Koniec tury (w tym momencie aktywują się efekty „at the end of your turn”)
- Manę można wezwać kładąc kartę w strefie many, 1 karta = 1 mana. W pozycji 1 do góry.
- Każdy potwór ma określony koszt many na wezwanie i określoną siłę ataku, np. 7000, 4000+, 1000, 15000 itp.
- Większość stworów cierpi na chorobę wezwania, czyli nie mogą atakować w tej samej turze, w której je wezwano (wyjątki: blokowanie nie podlega chorobie wezwania, ewolucyjne stwory i szybcy napastnicy mogą atakować w turze wezwania)
- Żeby wygrać, musisz atakować tarcze przeciwnika. Jeśli ma on blockery, może nimi blokować (następuje walka atakującego z blokującym). Kiedy przeciwnik nie ma już tarcz, możesz zaatakować bezpośrednio jego, by wygrać.
- Talia musi mieć przynajmniej 40 kart, możesz ją przebudowywać (ale nie podczas turniejów).
- Każda cywilizacja ma kolor:
  - Żółty – Światło, Czarny – Ciemność, Czerwony – Ogień, Zielony – Natura, Niebieski – Woda
  - Istnieją także karty multicywilizacyjne (z dwóch lub pięciu cywilizacji). Aby je wezwać, potrzeba co najmniej po jednej karcie many z każdej ich cywilizacji w strefie many.
- Gdy potwór jest z cywilizacji ognia, musisz zatapować chociaż jedną kartę ognia w strefie many.
- Silniejszy potwór pokonuje słabszego.
- Potwory Ewolucyjne muszą być tej samej rasy co podstawka np. Human (nazwa rasy znajduje się pod nazwą karty)
- Evolucje Vortex kładzie się na 2 kartach wymaganych ras, aby powstała rasa łączona np. z Chimery i Merfolka powstaje Naga
- Każdy gracz ma pięć tarcz które go osłaniają przed atakami przeciwnika.
- Niektóre potwory mają specjalne właściwości:
  - Ewolucyjny stwór (Evolution creature) – stwora kładziesz na innego stwora tej samej rasy, np. Kładziesz Armored Blaster Valdiosa na Mini Titana Getta. Ewolucyjne stwory z racji wymagań są zwykle dość tanie, silne w ataku i wszystkie nie cierpią na chorobę wezwania
  - Tap zamiast ataku, aby użyć umiejętności – zamiast ataku (czyli z uwzględnieniem choroby wezwania) możesz użyć umiejętności dodatkowej tego stwora, zwykle jest ona dość mocna ponieważ musi zastępować jego atak
  - Ocalałe (Survivors) – każdy twój stwór Survivor posiada umiejętności innych Survivorów, np. kiedy masz w polu Gigaling Q i Gallia Zohl, Iron Guardian Q to Gigaling Q jest zabójcą I blokerem, a Gallia jest blokerem I zabójcą
  - Podwójni łamacze (Double Breakers) – potrafią zniszczyć dwie tarcze naraz.np:Bolshack Dragon
  - Potrójni łamacze (Triple Breakers) – potrafią zniszczyć trzy tarcze naraz.np:Bolgash Dragon
  - Blokery (Blockers) – blokują atak przeciwnika. Następuje walka stworów.
    - Kiedy blocker blokuje i jest mocniejszy od atakującego stwora, stwór atakujący ginie w walce z blockerem.

  - Mocniej atakujące (Power Attackers) – kiedy atakują, dostają premię mocy. Na karcie siła oznaczona jest znakiem plusa (np. 4000+).
  - Niektóre „Power Attackery” dostają określoną moc przy wykonaniu warunku. np. Kiedy nie masz już tarcz, ta kreatura zyskuje +3000 mocy.
  - Osłona tarczy (Shield Trigger) – gdy przeciwnik zniszczy ci jedną z twoich tarcz, i jest to „Shield Trigger” możesz jej użyć natychmiast (trwa jeszcze atak stwora), nie płacąc za to many.
  - W ataku – mają specjalne zdolności w ataku.
  - W przyzywaniu – kiedy przyzwie się takiego stwora, uaktywniają swoje specjalne zdolności.
  - W umieraniu – umierając uaktywniają specjalne zdolności.
  - Stwór nie może być blokowany (Can’t be blocked) – kiedy taki stwór atakuje, nie może zostać zablokowany.
  - Zabójca (Slayer) – po walce ze stworem przeciwnika, wrogi stwór jest niszczony bez względu, czy stwór ze zdolnością zabójca ginie, czy nie. Na przykład nasz Gigagiele (3000) atakuje Chaos Worma (5000), Chaos Worm zostaje zniszczony, lecz Gigagiele też ląduje na cmentarzysku. Gdyby było na odwrót (Chaos Worm atakuje Gigagiele) obydwa stwory lądują na cmentarzysku, bo przy każdej walce ze Slayerem atakujący i atakowany stwór ląduje na cmentarzysku.
  - Cicha Zręczność (Silent Skill) – na początku kolejki, jeżeli ta karta jest zatapowana, możesz jej nie odtapowywać aby wykorzystać umiejętność opisaną pod symbolem Silent Skill (ale z umiejętności wtedy, kiedy normalnie byś atakował).
  - Turbo Uderzenia (Turbo Rush) – jeśli jeden z moich stworów zniszczy tarczę przeciwnika, stwór z opisem Turbo Rush otrzymuje zdolność opisaną pod symbolem Turbo Rush’u.
  - Nie atakuje (Can’t attack) – stwór nie może atakować. Zazwyczaj blocker z cywilizacji Wody lub Ciemności.
  - Niektóre karty „Can’t attack” mają tę funkcję przy spełnieniu warunku. np. Kiedy twój przeciwnik nie ma tarcz, ta kreatura nie może atakować.
  - Nie atakuje stworów (Can’t attack creatures) – stwór jest za silny by móc atakować stwory. Atakuje tylko tarcze i gracza (najczęściej silne stwory – np. stwory rasy Giant – z cywilizacji przyrody).
  - Nie atakuj gracza (Can’t attack players) – może atakować potwory, ale nie może atakować Gracza w tak zwanym „To Dome Da”, czyli ataku ostatecznym, ani tarcz.
  - Szybki Napastnik (Speed Attacker) – nieewolucyjny stwór może atakować od razu po przyzwaniu
  - Stealth – np. Nature Stealth ta kreatura nie może być blokowana, jeśli przeciwnik ma jakiekolwiek karty natury w strefie many.
  - Grupowy napastnik (Wave Striker) – kiedy w strefie bitwy są przynajmniej dwa stwory z umiejętnością Wave Striker, ten Wave Striker, który został położony w strefie bitwy może użyć swojej mocy.

## Duel Masters jako gra karciana
- W 2006 roku został wydany ostatni dodatek przetłumaczony na język Angielski, DM-12 (dodatek 12). Gra jest ciągle wydawana w Japonii, gdzie jest najpopularniejszą kolekcjonerską grą karcianą. Obecnie są tam wydane 43 dodatki.
- W grze karcianej istnieje więcej zasad, niż opisano w kreskówce. Tura składa się z 5 ruchów: untape turn (odtapowuje się stwory i karty w strefie mana. Teraz właśnie korzysta się ze zdolności Silent Skill u stworów w strefie bitwy), Play Mana (zagrywasz manę, tzn. dodajesz kartę z ręki do strefy many), Cast Spell (rzucasz czar z ręki tapując manę), Summon Creature (Przyzywasz stwora z ręki do strefy bitwy i tapujesz odpowiednią ilość Many) oraz Attack Turn (Możesz atakować stworami, które mogą atakować i nie są zatapowane. Możesz atakować zatapowane stwory przeciwnika lub jego tarcze), a jak zrobi się w innej kolejności to też się nic nie stanie.
- Pamiętaj o najważniejszej zasadzie: Zasady na kartach w pierwszej kolejności, zasady z instrukcji w drugiej. Np. stwór o nazwie „Aqua Skydiver” (Światło/Woda) po zniszczeniu wraca do ręki, a nie na cmentarz (Graveyard). Do tego jest blokerem.
- Według zasad („advanced rules” dodawanych do „starter sets” z kartami DM) kart w decku (tali) musi być minimum 40, ale generalnie nie ma limitu wzwyż.
- Istnieje Japoński oryginalny format gry. Wyróżnia się tym że deck musi posiadać równo 40 kart oraz musi przestrzegać specjalnej banlisty.

## Anime
W ciągu trzech serii powstało 65 odcinków (dwie pierwsze mają po 26 odcinków, a trzecia trzynaście). W Polsce serial pojawił się po raz pierwszy: w Cartoon Network – 9 października 2004 roku, w bloku Toonami (odcinki 1-26), 7 stycznia 2006 roku (odcinki 27-52), w Polsacie – 6 stycznia 2005 roku (odcinki 1-26), w TV4 – 5 czerwca – 17 lipca 2007 roku (odcinki 1-26).
Pierwszy cykl produkcyjny
- Duel Masters (26 odcinków, 2002-2003)
- Duel Masters Charge (52 odcinków, 2004-2006)
- Zero Duel Masters (12 odcinków, 2007)
- Duel Masters Zero (25 odcinków, 2007-2008)
- Duel Masters Cross (100 odcinków, 2008-2010)
- Duel Masters Cross Shock (50 odcinków, 2010-2011)

Drugi cykl produkcyjny
- Duel Masters Victory (52 odcinków, 2011-2012)
- Duel Masters Victory V (51 odcinków, 2012-2013)
- Duel Masters Victory V3 (51 odcinków, 2013-2014)
- Duel Masters Versus (49 odcinków, 2014-2015)
- Duel Masters Versus Revolution (51 odcinków, 2015–2016)
- Duel Masters Versus Revolution Final (51 odcinków, 2016–2017)

Trzeci cykl produkcyjny
- Duel Masters (51 odcinków, 2017–2018)
- Duel Masters! (51 odcinków, 2018–2019)
- Duel Masters!! (50 odcinków, 2019–2020)
- Duel Masters King (2020–obecnie)

### Spis odcinków
| Premiera odcinka         | Nr | Polski tytuł                                  | Angielski tytuł                                                     |
| ------------------------ | -- | --------------------------------------------- | ------------------------------------------------------------------- |
|                          |    |                                               |                                                                     |
| SERIA PIERWSZA SERIA 1.0 |    |                                               |                                                                     |
|                          |    |                                               |                                                                     |
| 09.10.2004               | 01 | Prawdziwy pojedynek                           | Playing With A Full Deck                                            |
|                          |    |                                               |                                                                     |
| 10.10.2004               | 02 | Niełatwo być zielonym                         | It’s Not Easy Being Green                                           |
|                          |    |                                               |                                                                     |
| 16.10.2004               | 03 | Toru, Toru, Toru                              | Toru, Toru, Toru                                                    |
| 17.10.2004               | 04 | Toru, Toru, Toru                              | Toru, Toru, Toru                                                    |
|                          |    |                                               |                                                                     |
| 23.10.2004               | 05 | Małpi Brat                                    | I’ll Be A Monkey’s Brother                                          |
|                          |    |                                               |                                                                     |
| 24.10.2004               | 06 | Chińska kuchnia                               | Wok On The Wildside                                                 |
|                          |    |                                               |                                                                     |
| 30.10.2004               | 07 | Rudzi nie umieją czarować                     | White Boys Can’t Charm                                              |
|                          |    |                                               |                                                                     |
| 31.10.2004               | 08 | Pojedynek z przeszłością                      | Duels Of The Futures Past                                           |
|                          |    |                                               |                                                                     |
| 06.11.2004               | 09 | Goblin ich poprowadzi                         | A Goblin Shall Lead Them                                            |
|                          |    |                                               |                                                                     |
| 07.11.2004               | 10 | Shobu pokonany                                | Shobu Gets Decked                                                   |
|                          |    |                                               |                                                                     |
| 13.11.2004               | 11 | Ballada Kintaro                               | Ballad Of Kintaro                                                   |
| 14.11.2004               | 12 | Ballada Kintaro                               | Ballad Of Kintaro                                                   |
|                          |    |                                               |                                                                     |
| 20.11.2004               | 13 | Zbzikowany Mikuni                             | Looney Mikuni                                                       |
| 21.11.2004               | 14 | Zbzikowany Mikuni                             | Looney Mikuni                                                       |
|                          |    |                                               |                                                                     |
| 27.11.2004               | 15 | Dziwne losy przeznaczenia                     | A Strange Twist Of Fate                                             |
|                          |    |                                               |                                                                     |
| 28.11.2004               | 16 | Tak, Mistrzu                                  | Yes, Master                                                         |
|                          |    |                                               |                                                                     |
| 04.12.2004               | 17 | Bracie, kim Ty jesteś?                        | Oh Brother, Where Art Thou                                          |
|                          |    |                                               |                                                                     |
| 23.02.2005               | 18 | Facet od kablówki                             | Cable Guy                                                           |
|                          |    |                                               |                                                                     |
| 05.12.2004               | 19 | Odgłosy pojedynku                             | The Sound Of Dueling                                                |
|                          |    |                                               |                                                                     |
| 12.12.2004               | 20 | Kokoju kontratakuje                           | Episode V: Kokujo Strikes Back                                      |
|                          |    |                                               |                                                                     |
| 18.12.2004               | 21 | Tam gdzie Shobu grał z Hakuoh                 | The One Where Shobu Duels Hakuoh                                    |
|                          |    |                                               |                                                                     |
| 19.12.2004               | 22 | To tylko pojedynek                            | Just Duel It                                                        |
|                          |    |                                               |                                                                     |
| 25.12.2004               | 23 | Rozpaczliwa gra                               | The Crying Game                                                     |
|                          |    |                                               |                                                                     |
| 26.12.2004               | 24 | Naprawdę chcesz Mnie zranić?                  | Do You Really Want To Hurt Me?                                      |
|                          |    |                                               |                                                                     |
| 04.03.2005               | 25 | Właśnie nadchodzi coś stukniętego             | Something Wacky This Way Comes                                      |
|                          |    |                                               |                                                                     |
| 02.01.2005               | 26 | Co Ty tutaj robisz?                           | What’s A Mana You?                                                  |
|                          |    |                                               |                                                                     |
| SERIA DRUGA SERIA 1.5    |    |                                               |                                                                     |
|                          |    |                                               |                                                                     |
| 07.01.2006               | 27 | Co Ty tutaj robisz?, cz. 2                    | Boy George Vs. Iron Mask (a.k.a. Atta Boy, George)                  |
|                          |    |                                               |                                                                     |
| 08.01.2006               | 28 | Co Ty tutaj robisz?, cz. 3                    | Shobu Kirifuda Is Back! (a.k.a. Break On Through To The Other Side) |
|                          |    |                                               |                                                                     |
| 14.01.2006               | 29 | Stowarzyszenie pojedynkowiczów                | The Fellowship Of The Duel                                          |
|                          |    |                                               |                                                                     |
| 15.01.2006               | 30 | Starzy znajomi                                | Enemy, Mine                                                         |
|                          |    |                                               |                                                                     |
| 21.01.2006               | 31 | Wygraj, przegraj albo uciekaj                 | Win, Lose Or Draw                                                   |
|                          |    |                                               |                                                                     |
| 03.08.2006               | 32 | Idź w stronę światła                          | Go Towards The Light                                                |
|                          |    |                                               |                                                                     |
| 28.01.2006               | 33 | Światła są włączone, ale nikogo nie ma w domu | The Lights Are On But Nobody’s Home                                 |
|                          |    |                                               |                                                                     |
| 29.01.2006               | 34 | Gram, wygrywam, gram dalej                    | If Ever A Quiz There Was                                            |
|                          |    |                                               |                                                                     |
| 04.02.2006               | 35 | Poszukiwany: Martwy lub żywy                  | Wanted: Duel Or Alive                                               |
|                          |    |                                               |                                                                     |
| 05.02.2006               | 36 | Na co Ty czekasz?                             | Water You Waiting For?                                              |
|                          |    |                                               |                                                                     |
| 11.02.2006               | 37 | Zew Natury                                    | Nature Calls                                                        |
| 12.02.2006               | 38 | Zew Natury                                    | Nature Calls                                                        |
|                          |    |                                               |                                                                     |
| 18.02.2006               | 39 | Uosobienie strachu                            | Fear Itself                                                         |
|                          |    |                                               |                                                                     |
| 19.02.2006               | 40 | Wyprawa po ogień                              | Quest For Fire                                                      |
|                          |    |                                               |                                                                     |
| 25.02.2006               | 41 | Czysta gra                                    | Tournament Is Fair Play                                             |
|                          |    |                                               |                                                                     |
| 26.02.2006               | 42 | Otchłań pojedynku                             | In Deep Duel-Duel                                                   |
|                          |    |                                               |                                                                     |
| 14.08.2006               | 43 | Pustynna burza                                | Desert Storm                                                        |
|                          |    |                                               |                                                                     |
| 05.03.2006               | 44 | Olśnienie                                     | Wonderfalls                                                         |
|                          |    |                                               |                                                                     |
| 04.03.2006               | 45 | Kraina Ciemności                              | Creature Of The Night                                               |
|                          |    |                                               |                                                                     |
| 12.03.2006               | 46 | Wyprawa po ogień                              | Quest For Fire                                                      |
|                          |    |                                               |                                                                     |
| 18.03.2006               | 47 | Zagraj ze Mną jeszcze raz                     | Deck Me Baby One More Time                                          |
|                          |    |                                               |                                                                     |
| 19.03.2006               | 48 | Mistrzowie Pojedynków w akcji                 | One For The Mana, Duel For The Show!                                |
|                          |    |                                               |                                                                     |
| 25.03.2006               | 49 | Pokaż Mi jak walczysz, a powiem Ci kim jesteś | Do That Duel You Duel So Well                                       |
|                          |    |                                               |                                                                     |
| 26.03.2006               | 50 | Chłopiec spotyka pojedynek                    | Boy Meets Duel                                                      |
|                          |    |                                               |                                                                     |
| 01.04.2006               | 51 | Człowiek w lustrze                            | The Man In The Mirror                                               |
|                          |    |                                               |                                                                     |
| 02.04.2006               | 52 | Kto pogasił wszystkie światła?                | Who Turned Out All The Lights?                                      |
|                          |    |                                               |                                                                     |
| SERIA TRZECIA SERIA 2.0  |    |                                               |                                                                     |
|                          |    |                                               |                                                                     |
|                          | 53 |                                               | Showdown!                                                           |
|                          |    |                                               |                                                                     |
|                          | 54 |                                               | Babytalk                                                            |
|                          |    |                                               |                                                                     |
|                          | 55 |                                               | Fourscore                                                           |
|                          |    |                                               |                                                                     |
|                          | 56 |                                               | Frotime                                                             |
|                          |    |                                               |                                                                     |
|                          | 57 |                                               | Duelusional                                                         |
|                          |    |                                               |                                                                     |
|                          | 58 |                                               | Duel-ercise                                                         |
|                          |    |                                               |                                                                     |
|                          | 59 |                                               | Triple-Threat                                                       |
|                          |    |                                               |                                                                     |
|                          | 60 |                                               | Surprise                                                            |
|                          |    |                                               |                                                                     |
|                          | 61 |                                               | Cheatery                                                            |
|                          |    |                                               |                                                                     |
|                          | 62 |                                               | Makeover                                                            |
|                          |    |                                               |                                                                     |
|                          | 63 |                                               | Switcharoo                                                          |
|                          |    |                                               |                                                                     |
|                          | 64 |                                               | Creeptastic                                                         |
|                          |    |                                               |                                                                     |
|                          | 65 |                                               | Finalitousness                                                      |
|                          |    |                                               |                                                                     |

## Wersja polska
Opracowanie i udźwiękowienie wersji polskiej: Studio Sonica

Dialogi polskie:
- Maciej Michalski (odc. 1-36, 44-46, 48),
- Miriam Aleksandrowicz (odc. 37, 47),
- Wojciech Szymański (odc. 38-43)

Reżyseria: Miriam Aleksandrowicz

Dźwięk i montaż:
- Agnieszka Stankowska (odc. 1-13, 27-48),
- Jacek Osławski (odc. 14-26)

Organizacja produkcji:
- Agnieszka Sokół (odc. 1-26),
- Elżbieta Kręciejewska (odc. 27-34, 38),
- Karina Kotlarczyk (odc. 35-37, 39-48)

Wystąpili:
- Adam Pluciński – Shobu Kirifuda
- Anna Apostolakis – Rekuta
- Agnieszka Fajlhauer – Sayuki
- Maria Peszek – Mimi
- Janusz Wituch – Wojownik
- Aleksander Wysocki – Mistrz
- Jan Aleksandrowicz – Kokoju
- Izabela Dąbrowska – Mai Kirifuda
- Aleksander Czyż – Jamira
- Sławomir Pacek – Hakuoh
- Jacek Czyż – Ojciec Rekuty
- Zbigniew Suszyński – Komentator 1
- Mieczysław Morański – Komentator 2
- Modest Ruciński – Toru
- Wojciech Paszkowski – George
- Piotr Zelt – Żelazny Mati
- Dominik Łoś – Kintaro
- Anna Sroka
- Tomasz Jarosz
- Magdalena Karel
- Paweł Strymiński
- Jerzy Mazur
- Agnieszka Piotrowska
- Wojciech Szymański
- Dariusz Błażejewski
- Roman Szafrański
- Kamila Winkler
- Jakub Truszczyński
- Mariusz Oborski
- Marzena Weselińska
- Agnieszka Marek
- Anna Ułas
- Wojciech Socha
- Mikołaj Müller
- Miriam Aleksandrowicz
- Katarzyna Zielińska
- Leszek Zduń
- Magdalena Różczka
- Jarosław Boberek